# سیون، هلند
سیون (به هلندی: Sion) یک منطقهٔ مسکونی در هلند است که در ریس‌ویک واقع شده‌است. سیون ۱۹۰ نفر جمعیت دارد.